# Sanda Toma (roddare)
Sanda Toma, född den 24 februari 1956 i Ştefăneşti i Rumänien, är en rumänsk roddare.
Hon tog OS-guld i singelsculler i samband med de olympiska roddtävlingarna 1980 i Moskva.